# Reinhold Stanitzek
Reinhold Stanitzek (* 1. August 1939 in Guttentag, Oberschlesien; † 7. Juni 2011) war ein deutscher Jurist und Politiker (CDU).

## Leben

### Herkunft und Ausbildung
Seine Familie stammte aus Oberschlesien, wurde in Folge des Zweiten Weltkrieges vertrieben und ließ sich nach der Flucht 1946 in Heringen (Werra) nieder. Dort legte er 1959 das Abitur an der Werratal-Schule ab und absolvierte anschließend den Wehrdienst in einer Panzergrenadier-Einheit. 1960 folgte ein Studium der Rechts- und Staatswissenschaften an den Universitäten Universität Marburg und Universität Bonn und machte 1965 machte er sein erstes juristisches Staatsexamen.
Seine Referendarzeit begann er am Institut für Völkerrecht der Universität Bonn. Nach der zweiten juristischen Staatsprüfung 1972 war er Richter u. a. an den Landgerichten Kassel und Fulda; später arbeitete er neben seiner politischen Tätigkeit als Rechtsanwalt.

### Politische Tätigkeit
1968 wurde Stanitzek für die CDU in den Kreistagsmitglied des Landkreises Hersfeld, ab 1972 Landkreis Hersfeld-Rotenburg, gewählt, dem er bis 2011 angehörte. Von 1974 bis 1987 war er Landtagsabgeordneter in Hessen. Danach war er vier Jahre Staatssekretär im Hessischen Innenministerium unter Gottfried Milde, Karl-Heinz Koch und Hartmut Nassauer und dadurch auch Aufsichtsratsvorsitzender der landeseigenen Hessischen Heimstätte. Mit der Abwahl der Regierung von Walter Wallmann endete diese Tätigkeit, Stanitzek war wieder einfacher Landtagsabgeordneter.

### Geschäftsführer der LEG Thüringen
1993 wurde er von der Thüringer Landesregierung (Kabinett Vogel I (Thüringen)) zum ersten Geschäftsführer und Sprecher der kurz zuvor gegründeten Landesentwicklungsgesellschaft Thüringen ernannt, die ihre Zentrale auf dem von der Treuhandanstalt erworbenen ehemaligen Industriestandort Brühl (Erfurt) in Erfurt bekam und schnell auf über 200 Mitarbeiter anwuchs. Zu den ersten Mitarbeitern gehörten u. a. der ehemalige NVA-Offizier Andreas Krey für die Konversion der ehemals militärisch genutzten Liegenschaften, der ehemalige Kriminalbeamte Michael Bußer für die Öffentlichkeitsarbeit und der ehemalige Phoenix-Werkleiter und spätere Wirtschaftsminister Jürgen Reinholz als Projektleiter.
Die Entwicklung des früheren Optimageländes im Brühl machte Stanitzek zur Chefsache mit dem Ziel, dort zentralörtliche Funktionen der Landeshauptstadt wie ein Justizzentrum, ein Fünf-Sterne-Hotel, ein Medienzentrum sowie Einzelhandelseinrichtungen unterzubringen. Die Stadt Erfurt wollte jedoch keine Konkurrenz zum historischen Einkaufsbereich am Anger. 1994 wurde schließlich ein gemeinsamer Rahmenplan vorgelegt und von der Stadt beschlossen. Nachdem die Medienanstalten MDR Thüringen und KiKa einen Standort am Messegelände bekommen hatten, setzte Stanitzek durch, das ursprünglich für den teureren Standort am Hirschgarten geplante neue Opernhaus, für das der Stadt Erfurt unter OB Manfred Ruge (CDU) noch ein Finanzierungsanteil fehlte, auf ein vom Land subventioniertes Grundstück in das Brühl zu verlagern. Zur Realisierung des Fünf-Sterne-Hotels im Brühl stellte Stanitzek möglichen Hotelinvestoren eine 50%ige Höchstförderung des Freistaates Thüringen u. a. aus Wirtschaftsförderungsmitteln in Aussicht. Das Hotel wurde schließlich 2003 durch den Dortmunder Hotelinvestor Reinhard Baumhögger errichtet, nachdem durch die LEG das historische Grandhotel Erfurter Hof, dessen Sanierung zuvor von der Stadt und Teilen des Wirtschaftsministeriums favorisiert worden war, erworben und als Verwaltungsgebäude umgenutzt, um dort die Nutzung als Konkurrenzhotel zu verhindern. Das Erdgeschoss des Hotels wurde mit Mietzuschüssen des Freistaates an eine Spielbank vermietet, die 2014 ihren Betrieb einstellte. Diese Vorgänge wurde Gegenstand eines 2004 eingesetzten Untersuchungsausschusses des Thüringer Landtages, der 2009 seinen Abschlussbericht vorlegte.
2004 wurde der Vertrag von Stanitzek als LEG-Geschäftsführer nicht mehr verlängert.

### Privates
Stanitzek war verheiratet und hatte zwei Töchter. Er starb 2011 an einem Krebsleiden, von dem er seit zwei Jahren wusste.

## Parteiämter
- 1962 Landesvorsitzender des RCDS Hessen
- 1963 stellvertretender Bundesvorsitzender des RCDS
- 1965 Vorsitzender der Jungen Union Osthessen
- 1970–1974 Landesvorsitzender der Jungen Union Hessen
- 1972 CDU-Kreisvorsitzender und Vorsitzender der CDU-Fraktion Landkreis Hersfeld-Rotenburg, Mitglied des Landesvorstandes der CDU Hessen

## Politische Ämter
- 1968–2011 Kreistagsmitglied Landkreis Hersfeld, ab 1972 Landkreis Hersfeld-Rotenburg
- 1974–1987 und 1991–1992 Landtagsabgeordneter in Hessen.
- 1977–1981 Stadtverordnetenvorsteher von Bad Hersfeld
- Ehrenvorsitzender des CDU-Kreisverbands Bad Hersfeld-Rotenburg

## Sonstige Ämter
- 1987–1991 Bundesvorsitzender der Landsmannschaft der Oberschlesier
- 1996–1999 Präsident der Bundesvereinigung der Landesentwicklungsgesellschaften.

## Auszeichnungen
- 1984 Bundesverdienstkreuz am Bande
- 1992 Gregoriusorden[4]
- 2010 Thüringer Verdienstorden[5]